# .gp
.gp là tên miền Internet cấp cao nhất dành cho quốc gia (ccTLD) của Guadeloupe và vẫn còn được dùng cho Saint-Barthélemy và Saint-Martin, hai thành phần cũ của Guadeloupe. Tên miền.gp có thể được đăng ký tại nic.gp. Giá cả thay đổi tùy theo có phải dân Guadeloupe hay những người dùng Internet khác. Đối với cá nhân ở Guadeloupe, giá là 50€ trong 2 năm đầu và sau đó là 20€ cho mỗi năm sau đó. Còn các cá nhân khác là 200€ cho 2 năm đầu và 10€ cho mỗi năm sau.
Có thể đăng ý trực tiếp ở cấp 2, hoặc ở cấp 3 dưới một số tên như .com.gp, .net.gp, .edu.gp, .asso.gp, hay .org.gp.
Mã.gp có thể có cơ hội để lách tên miền cho các cuộc đua Grand Prix.